# Thrips pallidicollis
Thrips pallidicollis är en insektsart som beskrevs av Ian A. Hood 1934. Thrips pallidicollis ingår i släktet Thrips och familjen smaltripsar. Inga underarter finns listade i Catalogue of Life.